# Mesarmadillo quadricoloratus
Mesarmadillo quadricoloratus är en kräftdjursart som beskrevs av Richardson 1907. Mesarmadillo quadricoloratus ingår i släktet Mesarmadillo och familjen Eubelidae. Inga underarter finns listade i Catalogue of Life.